# De onderstroom
De onderstroom is het vijfde studioalbum van Stef Bos uit 1997. Het album bestaat uit een twee cd’s: De onderstroom 1 en 2. Op De onderstroom 2, staan alleen nummers met enkel piano en stem.

## Nummers
| Nr. | Titel                   | Schrijver(s)                                                          | Duur |
| --- | ----------------------- | --------------------------------------------------------------------- | ---- |
| 1.  | Vroeg of laat           | Bert Embrechts, Stef Bos                                              | 4:10 |
| 2.  | Diep in het zuiden      | Stef Bos                                                              | 3:46 |
| 3.  | Serekunda               | Bert Embrechts, Stef Bos                                              | 4:21 |
| 4.  | De hofnar               | Stef Bos                                                              | 5:07 |
| 5.  | De tovenaar             | Françis Wildemeersch, Bert Embrechts, Stef Bos                        | 3:45 |
| 6.  | De dag zal komen        | Françis Wildemeersch, Stef Bos                                        | 2:54 |
| 7.  | De maan is niet eenzaam | Stef Bos                                                              | 3:14 |
| 8.  | Ik ben een hond         | Bert Embrechts, Stef Bos                                              | 3:10 |
| 9.  | Johannesburg            | Louis Mhlanga, Bert Embrechts, Stef Bos                               | 4:47 |
| 10. | De onderstroom          | Louis Mhlanga, Stella Khumalo, Faith Kekana, Bert Embrechts, Stef Bos | 5:20 |
| 11. | Het zegt genoeg         | Stef Bos                                                              | 3:01 |
| 12. | Volg mij niet           | Bert Embrechts, Stef Bos                                              | 3:56 |
| 13. | De laatste ronde        | Stef Bos                                                              | 3:28 |
| 14. | Didi mala               | Faith Kekana, Stella Khumalo, Bert Embrechts, Stef Bos                | 4:31 |

| Nr. | Titel                                                | Schrijver(s)                             | Duur |
| --- | ---------------------------------------------------- | ---------------------------------------- | ---- |
| 1.  | De onderstroom 2                                     | Stef Bos                                 | 1:06 |
| 2.  | Jardin du Luxembourg                                 | Jan van Looy, Stef Bos                   | 3:39 |
| 3.  | De veldslag                                          | Stef Bos                                 | 2:17 |
| 4.  | Sporen                                               | Stef Bos                                 | 2:59 |
| 5.  | Het antwoord                                         | Bert Embrechts, Stef Bos                 | 2:25 |
| 6.  | Relatief                                             | Stef Bos                                 | 1:46 |
| 7.  | Margraten                                            | Stef Bos                                 | 3:16 |
| 8.  | Als dat genoeg is                                    | Stef Bos                                 | 3:42 |
| 9.  | De laatste trein (Vrij vertaald naar Les désesperés) | Jacques Brel, Gérard Jouannest, Stef Bos | 3:05 |
| 10. | Scheveningen                                         | Stef Bos                                 | 1:59 |